# Lokomotivní vlak

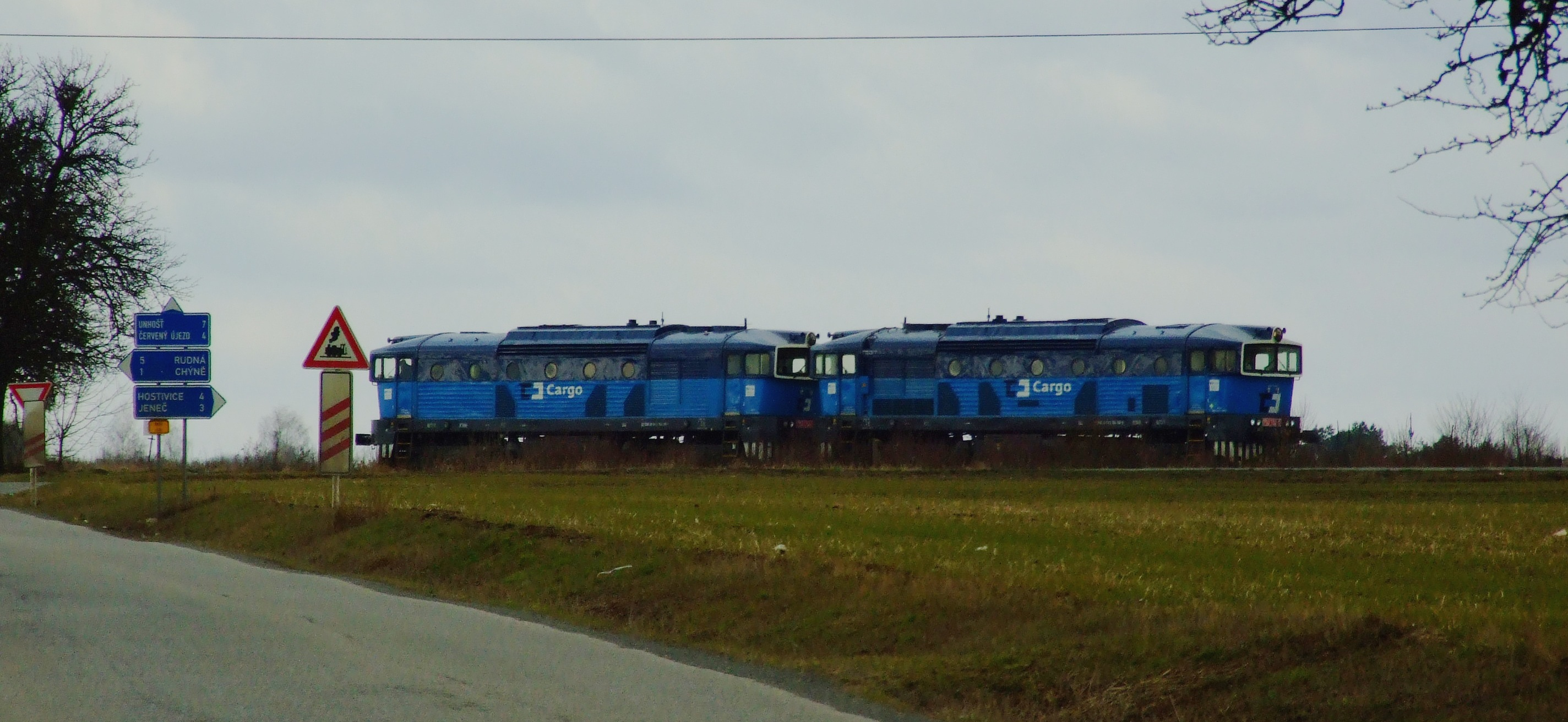
Lokomotivní vlak tvořený dvěma lokomotivami ČD Cargo v Hostivici-Litovicích na trati Hostivice – Rudná u Prahy

Lokomotivní vlak je zejména samostatná lokomotiva nebo skupina lokomotiv jedoucí jako vlak. 

## Na tratích Správy železnic
Na tratích Správy železnic se lokomotivní vlaky označují příznakem Lv před číslem vlaku. Předpis SŽDC (ČD) D2 definoval lokomotivní vlak jako hnací vozidlo nebo skupinu hnacích vozidel (činných, pohotových k službě i nečinných) a případně k nim přivěšených přípojných nebo řídicích vozů, jedoucí jako vlak bez přepravy cestujících, nejde-li o soupravový vlak, nebo speciální hnací vozidlo (vozidla) a případně k němu přivěšená příslušející vozidla (např. ubytovací vozy) tvořící s ním provozní jednotku.
Při dopravě speciálních vozidel jako vlak vlastním pohonem pojezdu se vede vlaková dokumentace jako u lokomotivních vlaků.
Lokomotivní vlak jezdící pravidelně může být v grafikonu vlakové dopravy veden i jako vlak podle potřeby. Lokomotivní vlak může jet v čase a pod číslem pravidelného vlaku, pokud v daný den nejede, a to i vlaku jiného druhu, nebo vlaku podle potřeby. 
Výpravčí výchozí stanice lokomotivního vlaku musí vždy požádat provozního dispečera (výpravčího dispoziční stanice na tratích, kde provozní dispečer vlakovou dopravu stanicím neohlašuje) o přidělení čísla vlaku. Provozní dispečer nebo výpravčí dispoziční stanice pak oznámí technologické určení lokomotivy výpravčímu cílové stanice lokomotivního vlaku. Konkrétní číslo lokomotivního vlaku je možno použít v téže stanici a v témž dni jen jedenkrát.
V případě mimořádností v drážní dopravě mají lokomotivní vlaky nejnižší prioritu ze všech druhů a kategorií vlaků. Pokud by však dodržením stanovené důležitosti lokomotivních a soupravových vlaků mohlo dojít ke zpoždění vlaku, pro který lokomotiva nebo souprava jede, mají tyto lokomotivní a soupravové vlaky stejnou důležitost jako vlaky, pro které jedou.
Pro lokomotivní vlaky byla stanovena základní rychlost vlaků, která nesmí být překročena při sestavě jízdního řádu ani při jejich jízdě, na 80 km/h, vyjma zkušebních jízd a pokud pro daný druh vozidla není stanovena rychlost nižší. Ani pokud lokomotivní vlak jel podle jízdního řádu vlaku jiného druhu, který měl povolenu rychlost vyšší, nesměl lokomotivní vlak překročit rychlost 80 km/h.
V červenci 2013 byl předpis SŽDC (ČD) D2 nahrazen předpisem SŽDC D1 (dnes SŽ D1 ČÁST PRVNÍ). Jednou z výrazných změn, které nový předpis přinesl, je i změna základních rychlostí vlaků. Zatímco podle poslední verze předchozího předpisu byly základní rychlosti 160 km/h pro vlaky osobní dopravy, 120 km/h pro vlaky nákladní dopravy a 80 km/h pro lokomotivní vlaky, nově je pro všechny vlaky stanovena pouze hranice 160 km/h, s dílčími omezeními dle sestavy vlaku. V případě lokomotivních vlaků se tak základní rychlost zdvojnásobila. Dřívější omezení vyplývalo z toho, že lokomotivy používané na československé a české železniční síti nedisponovaly účinnějšími brzdami, takže jízda vyšší rychlostí byla možná až po spojení s lépe obrzděnými taženými vozidly. S příchodem lépe obrzděných nových lokomotiv stoupal tlak dopravců na odstranění tohoto omezení.
Lokomotivní vlaky se nejčastěji vyskytují v nákladní dopravě, kde je běžná nepárovost vlaků.